# 부여 정언욱 영정 및 초본
부여 정언욱 영정 및 초본은 대한민국 충청남도 부여군에 있는, 정언욱의 63세 때 모습을 이유덕이 영조51년(1775년) 비단에 그린 초상화이다 2007년 10월 30일 충청남도의 유형문화재 제193호로 지정되었다.

## 참고 자료
- 부여정언욱영정및초본 - 국가유산청 국가유산포털